# Hugo Assmann
Hugo Assmann (* 22. Juli 1933 in Venâncio Aires; † 22. Februar 2008 in Piracicaba) war ein brasilianischer Theologe. Er gilt als Mitbegründer der Befreiungstheologie.

## Leben
Hugo Assmann studierte von 1951 bis 1960 Philosophie in São Leopoldo und von 1954 bis 1958 Theologie an der Gregoriana in Rom. Außerdem studierte er Soziologie an der Johann Wolfgang Goethe-Universität in Frankfurt am Main. Er wurde 1958 zum Priester geweiht und 1961 an der Gregoriana in Theologie promoviert. Nach seiner Rückkehr nach Brasilien war er Kaplan der Pfarrei Nossa Senhora do Montserrat in Porto Alegre und Dozent am Priesterseminar in Viamão. Später gab er das Priesteramt auf, um heiraten zu können.
Assmann galt in den 1970er Jahren als einer der radikalsten Befreiungstheologen, da er dafür plädierte, politische Verbindungen zu Fidel Castro zu knüpfen. In der Zeit der Militärdiktatur musste er aus Brasilien flüchten, später auch aus Uruguay, Bolivien und Chile. In Deutschland wurde er auch deshalb bekannt, weil er fließend Deutsch sprach und deshalb häufig zu theologischen Tagungen in Deutschland eingeladen wurde.
1984 war er einer der vom damaligen Präfekten der Glaubenskongregation Joseph Ratzinger am schärfsten kritisierten Befreiungstheologen.
In Costa Rica wirkte er mit Franz Josef Hinkelammert, Pablo Richard und Julio de Santa Ana am Ökumenischen Forschungsinstitut, dem Departamento Ecuménico de Investigaciones (DEI), dessen Gründung auf eine Idee Assmanns zurückging. U.a. war er der erste Direktor des DEI. Zuletzt war Assmann wieder in Brasilien als Hochschullehrer tätig und leitete das Postgraduiertenprogramm der Methodistischen Universität Piracicaba (UNIMEP).

## Denken
Assmann zufolge kann Theologie nur in unmittelbarer Nähe zu gesellschaftlicher Praxis betrieben werden. Eine Theologie, die von Abstraktionen ausgeht, betrügt sich selbst, da sie letztlich die jeweilige soziale Situation des Theologen hypostasiert, ohne sich dessen bewusst zu sein. Das Anliegen des christlichen Glaubens ist jedoch ein konkretes: „tätige Gottesliebe“ am Nächsten üben. Christliche Praxis gehört also in den Bereich des Menschlichen, und entsprechend muss christliche Theologie eine Reflexion dieser Praxis darstellen. Theologie ist dann nicht mehr rein theologisch, sondern findet ihre Kriterien in den „menschlichen Bezügen der Geschichte“.
In den 1980er Jahren erarbeitet Assmann im Exil gemeinsam mit Franz Josef Hinkelammert eine sich auf Marx’ Fetischismusanalyse stützende theologische Kritik der kapitalistischen Marktwirtschaft und wird somit zum Pionier des götzenkritischen Ansatzes in der Befreiungstheologie.
Nach dem Ende des Ost-West-Konflikts revidiert er unter dem Einfluss von Systemtheorien und Kybernetik Teile seiner früheren Positionen. Unter anderem arbeitet er an der Entwicklung einer befreienden Pädagogik. Assmanns so gewonnene Theorieansätze werden heute von seinem Schüler Jung Mo Sung fortgeführt.

## Schriften in deutscher Übersetzung
- Die Götzen der Unterdrückung und der befreiende Gott. Edition Liberación, Münster 1984, ISBN 3-923792-13-1.
- mit Franz J. Hinkelammert: Götze Markt. Patmos, Düsseldorf 1992, ISBN 3-491-77726-7.
- als Herausgeber: Götzenbilder und Opfer. René Girard im Gespräch mit der Befreiungstheologie. Thaur, Wien/München 1996, ISBN 3-85400-008-1, ISBN 3-8258-3113-2.